# 田中十三
田中 十三（たなか じゅうぞう、生没年不詳）は、日本の撮影技師である。

## 人物
マキノ・プロダクションの古株カメラマンであったが、1928年（昭和3年）4月の俳優マキノ総退社事件に際して大道具の河合広始とともに退社、独立して「日本キネマ撮影所」を設立、片岡千恵蔵らスターの独立を支援した。

## 来歴
牧野省三が1921年（大正10年）6月に設立した牧野教育映画製作所撮影部に所属、1922年（大正11年）、菊池寛の原作を衣笠貞之助が脚色、衣笠と栗井饒太郎こと井上金太郎、内田吐夢が出演、獏与太平が監督として撮影を開始した『火華』で撮影技師に昇進した。同作は撮影の過程で獏が牧野と対立の末に退社したことから、衣笠が監督にコンバートして仕上げ、同年11月11日に公開された。
その後、1923年（大正12年）にマキノ映画製作所に改組された同社で、阪東妻三郎の初主役作品『鮮血の手型』前・後篇の撮影を手がけ、1924年（大正13年）7月の東亜キネマへのマキノの吸収合併、1925年（大正14年）6月のマキノ・プロダクションの設立による牧野の再独立に際しても、牧野を支える古株のカメラマンとして多くの重要な作品の撮影を任された。とくに1927年（昭和2年）1月に牧野が取り組みはじめた超大作『忠魂義烈 実録忠臣蔵』のカメラマンに指名され、牧野の信頼は篤かった。同作の「浅野内匠頭」役は、松竹蒲田撮影所から筑波雪子を連れて飛び出した諸口十九であったが、諸口と筑波の設立したインディペンデント・プロダクション「諸口十九社」製作の『美代吉殺し』に、監督の二川文太郎とともに田中がマキノから参加している。
牧野渾身の『忠魂義烈 実録忠臣蔵』が編集中の火事による不完全な形での公開を行なった1928年（昭和3年）3月、危機感を抱いた俳優を含めたマキノ従業員たちの動きのなかから、同年4月、片岡千恵蔵、嵐長三郎（嵐寛寿郎）ら50数名の俳優総退社事件が起きる。それと軌を一にして、マキノ御室撮影所の大道具主任・河合広始とともに田中も退社、京都・太秦の双ヶ丘に「日本キネマ撮影所」（双ヶ丘撮影所）を設立した。同撮影所は千恵蔵らの設立したインディペンデント・プロダクションの集合体である「日本映画プロダクション連盟」のための撮影所となり、スタッフ・キャストを共有し、協力して映画製作を行なった。
しかし、「日本映画プロダクション連盟」各社への製作費の出資と興行をダイレクトに行なうはずであった「日本活動常設館館主連盟映画配給本社」が同年7月末には瓦解し、多くのプロダクションが解散に追い込まれた。1929年（昭和4年）に「片岡千恵蔵プロダクション」から独立した「武井龍三プロダクション」が双ヶ丘撮影所で3本を撮影したのちは、田中と河合の双ヶ丘撮影所は閉鎖することになる。
「日本キネマ」は、1930年（昭和5年）、『昨日の薔薇』を製作、田中はその撮影を手がける。また、田中は、かつてマキノ・プロダクションが開いた御室撮影所で1934年（昭和9年）に設立された「エトナ映画社」に参加し、その半年後の同社解散までに4本の撮影を手がけた。1938年（昭和13年）に「皇国文化映画協会」が製作した『お産と民族』の撮影にクレジットされて以降の田中の消息はわからない。

## 註
1. ↑  『日本映画俳優全集・男優編』（キネマ旬報社、1979年）の「片岡千恵蔵」の項（p.144-148）を参照。同項執筆は滝沢一。
2. 1 2  立命館大学衣笠キャンパスの「マキノ・プロジェクト」サイト内の「双ヶ丘撮影所」の記述を参照。